# Малые Перемерки
Ма́лые Переме́рки — микрорайон Московского района Твери.

## География
Находится в восточной части города, на Московском шоссе, вдоль правого берега Волги. С запада — дома посёлка Керамического завода, в 0,5 км по шоссе — деревня Большие Перемерки. К югу — промзона Лазурная (до линии Октябрьской железной дороги), к юго-востоку — посёлок Элеватор.

## История
Возник на территории деревни Малая Перемерка, вошедшей в черту города Калинина в 1937 году.
После включения в городскую черту деревня сохраняла сельский облик несколько десятилетий.
В октябре 1941 года у Малых Перемерок жесткие бои с фашистами вела 5-я стрелковая дивизия. 13 декабря 937-й полк 256-й стрелковой дивизии штурмом овладел населённый пункт.
В 1960—1970-х гг. начато возведение промзоны; предприятия относились к деревне.

## Транспорт
Автобусное сообщение.
Между домами № 18 и 20 направо отходит дорога, ведущая к электроподстанции.